# Dualismus (filozofie)

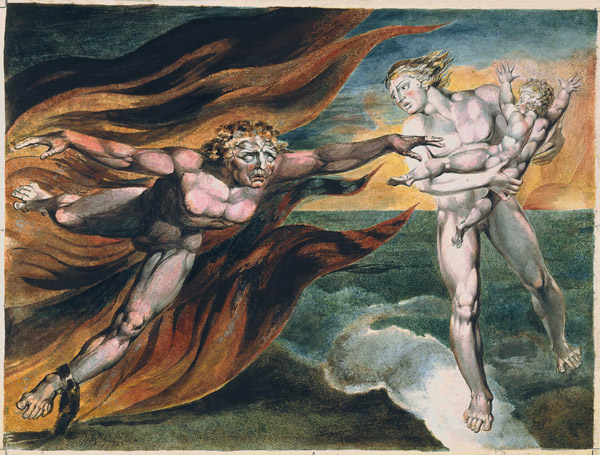
Dobří a zlí andělé (1795–cca 1805) Williama Blakea (1757–1827) zápasící o vlastnictví dítěte. Doprovodný štítek londýnské galerie Tate (březen 2011) uvedl Blakeovu poznámku k Johann Kaspar Lavaterovo (1741–1801) textu: „aktivní zlo je lepší než pasivní dobro“, jako příčinu lehké nejednoznačnosti postav na obraze.

Dualismus (z lat. dualis, dvojitý, podvojný) je velmi široký pojem, který může znamenat přesvědčení, že:
1. skutečnost se nám ukazuje v polaritě dvou protikladných aspektů;
2. skutečnost je třeba vysvětlovat ze dvou protikladných konceptů;
3. skutečnost vzniká ze sporu dvou protikladných principů (ontologický či metafysický dualismus).

## Dějiny pojmu
Samo označení dualismus je vcelku nedávného původu: vzniklo až na přelomu 17. a 18. století (Thomas Hyde, Pierre Bayle) a původně znamenalo dualismus náboženský, totiž přesvědčení, že skutečnost vznikla ze sporu a střetu dvojího božstva, dobrého a zlého. Počínaje Leibnizem se však užívá hlavně pro označení metafysického dualismu Descartova, tj. rozlišení dvou podstat, věci rozlehlé (res extensa) a myslící (res cogitans).
Nicméně rozlišení dvou principů skutečnosti lze sledovat už od počátku náboženského i filosofického myšlení. V náboženském myšlení se dualismus snažil odpovědět na otázku, kde se bere zlo: jeho původcem je zlé, člověku nepřátelské božstvo. Ve většině náboženských systémů je toto zlé božstvo nakonec ovšem podřízeno svrchovanému božstvu života a dobra. V biblickém židovství je i Satan jeden z „Božích synů“ a v křesťanství převládá myšlenka Augustinova, že zlo je jen nedostatek dobra. Jen v některých formách manicheismu jsou obě síly v rovnováze a není nic, co by spor mohlo překlenout.
Z jiného hlediska viděli dualitu skutečnosti řečtí filosofové, totiž jako protiklad věčného, neměnného bytí a proměnlivého, klamného zdání čili nebytí. V Platónových dialozích se vedle dualismu vědění a zdání objevuje i dualismus pravého světa idejí proti klamnému světu smyslových zkušeností a konečně dualismus nesmrtelné duše ve smrtelném těle. Aristotelés se pokusil zmírnit tento neudržitelný protiklad tím, že věčné ideje pokládal za tvary či formy věcí, nikoli za samostatná jsoucna. Věci vznikají spojením látky a tvaru, takže jedna bez druhé není lidské zkušenosti přímo přístupná.

## Metafyzický dualismus
Ve snaze vnést do filosofického uvažování určitost a jasnost obnovil ostrý dualismus René Descartes, ovšem v úplně jiném smyslu. Každá skutečnost je buďto rozlehlá a tedy hmotná, anebo schopná myslet. Oblast možné zkušenosti se tak rozpadá na dvě, na oblast vnější zkušenosti smyslů a oblast sebevědomí myslícího subjektu. Tento radikální krok měl velký úspěch, umožnil vznik vědy v moderním slova smyslu a hluboce ovlivnil všechno následující myšlení. V poněkud pozměněné podobě jej převzal Immanuel Kant jako dualismus přírody čili „říše nutnosti“ a naproti ní „říše svobody“, kde platí mravní zákon. Tomu pak odpovídá i rozlišení mezi objektivním a subjektivním, které dodnes určuje naše myšlení. Jenže zatímco ještě pro Kanta se to pro člověka nejdůležitější děje v říši svobody, pro nás se z ní stalo „pouze subjektivní“ čili soukromé, které druhé lidi zajímat nemusí.
Descartův dualismus ovšem narážel od začátku na problémy, s nimiž si nevěděl rady, zejména problém vztahu duše a těla: jak je možné, že člověk (tj. jeho duše, mysl) chce zvednou ruku – a skutečně ji zvedne? Descartovo řešení, že spojení obstarává mozková žláza epifýza (šišinka), nebylo příliš přesvědčivé a Descartes sám to v korespondenci uznává. Ještě umělejší byl ovšem paralelismus či okasionalismus Malebrancheův a Leibnizův: podle nich je myšlenka i čin přímo řízen vůlí Boží a dojem příčinného působení myšlenky na tělo je mylný. Proto nakonec převládlo reduktivní stanovisko vědy, že stačí sledovat hmotnou skutečnost a procesy mysli pokládat za pouhé epifenomény.
Ani toto stanovisko však není filosoficky udržitelné, neboť musí ignorovat nepochybnou skutečnost myslícího vědce, který tato rozhodnutí činí a podle nich jedná nebo nejedná. Skutečnost vnímání a poznávání lze redukovat na epifenomén mozkových procesů jen u zkoumaného objektu či pacienta, nikoli u poznávajícího vědce, kde záleží pouze na jeho výsledku, na vlastním obsahu poznání, a ten jistě nemá povahu měřitelné věci.

## Sémantický dualismus
Zdánlivě neřešitelný problém dualismu v jeho moderní podobě možná plyne ze dvou problematických předpokladů:
1. skutečnost se skládá z jednotlivých předmětů či věcí
2. vztahy mezi nimi jsou příčinné (kauzální).

Novou cestu k pochopení problému otevřelo zkoumání jazyka. Víme, že jazyk je z podstaty systém diskrétní, který i spojité jevy musí uchopovat a popisovat ostře odlišenými často protikladnými pojmy. Pro vysvětlení pojmu, například ve slovníku, se často užívá protikladů, opaků: měkké je co není tvrdé. Slovo a dokonce i hláska může nést význam jen potud, pokud se ode všech ostatních liší. Dokonce i v hudbě se zpravidla připouštějí jen „čisté“ tóny, kdežto všechno mezi nimi je „falešné“. Naproti tomu naše zkušenosti jsou obvykle „spojité“, nic není ani úplně bílé ani docela černé, a na „černobílé vidění“ si často stěžujeme. Chceme-li je popsat, musíme začít hrubým zjednodušením, které pak postupně zjemňujeme.
Skutečnost, že řada protikladů v tabulce má také zřetelný hodnotící význam, připomíná, že náš jazyk není jen nástrojem popisu a poznávání, ale především hodnocení, rozhodování a praktického jednání. Zkušenosti běžného života nemají povahu oddělitelných předmětů a nutných příčinných vztahů mezi nimi. Žijeme spíše mezi procesy, které také nemůžeme jen pozorovat a popisovat jako nezúčastnění diváci, nýbrž které se nás životně týkají a v nichž nám o něco jde. Z tohoto hlediska není ani problém dualismu tak neřešitelný, jak by se na první pohled zdálo.